# Stile di Kamares

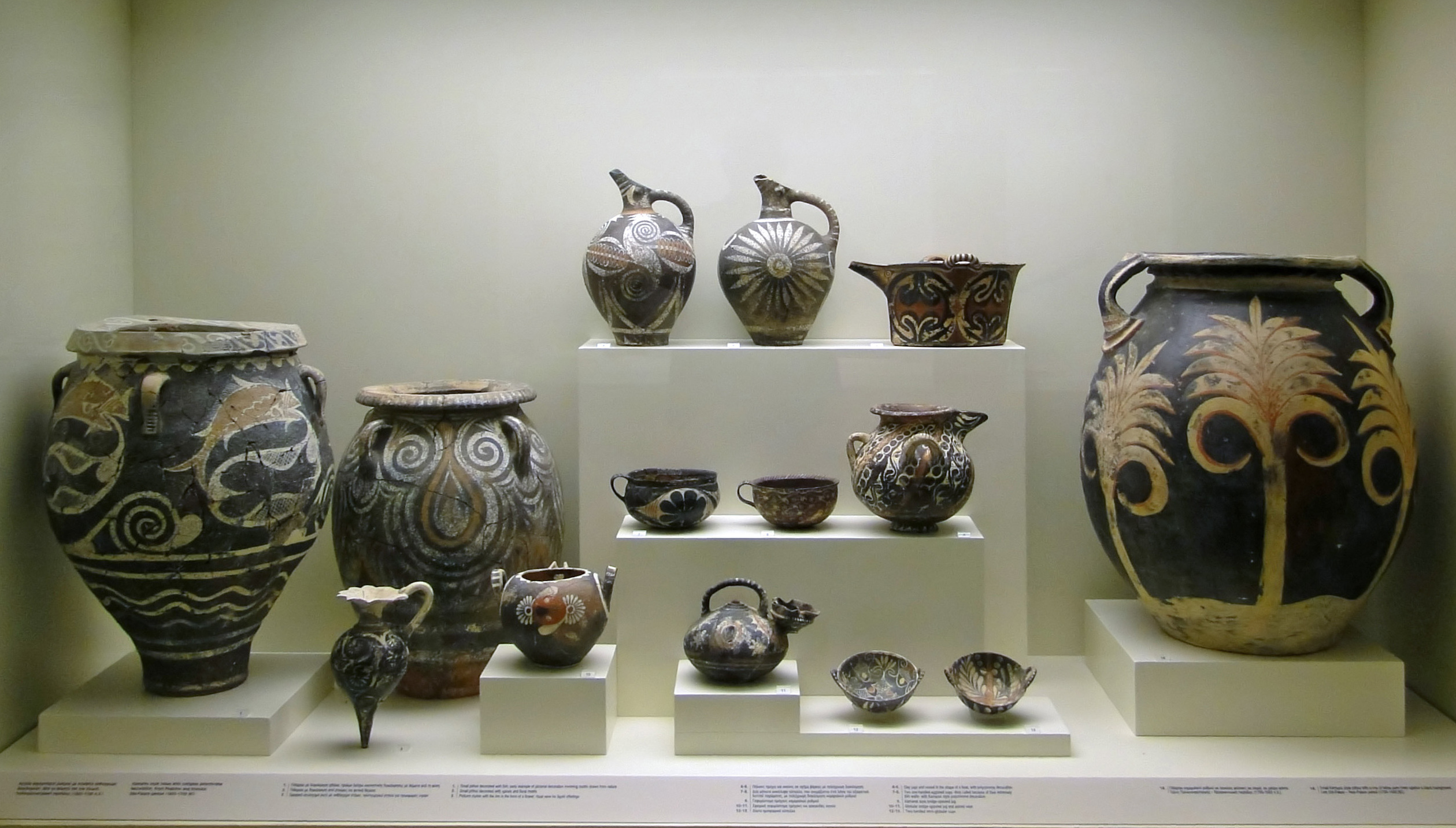
Vasi del XVIII secolo a.C. dipinti in stile di Kamares al Museo archeologico di Candia, Creta

Lo stile di Kamares è uno stile pittorico per la produzione fittile che prende il nome da una località dell'isola di Creta, ovvero una grotta sul monte Ida, dove si afferma tra il minoico medio I e il minoico medio II (intorno al 1800 a.C.) come tipo di decorazione vascolare.

## Descrizione

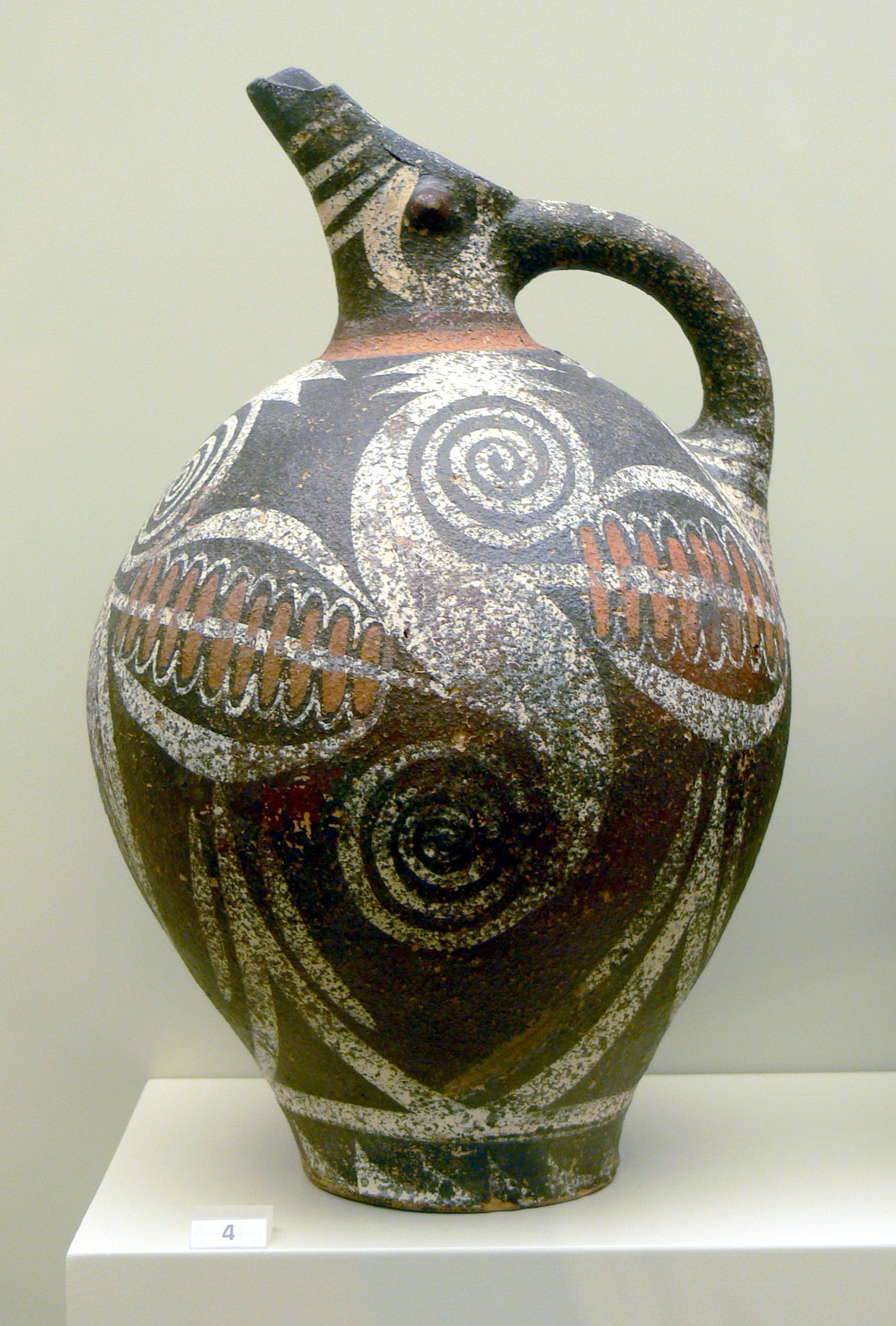
Vaso in stile Kamares, oggi al Museo archeologico di Candia

Questo tipo di pittura è caratterizzata da pochi colori, come il giallo, il rosso e il bianco su sfondo nero e anche da un repertorio ricchissimo che affianca alla spirale tipica del repertorio cicladico temi vegetali e temi marini. 
In generale il motivo è incentrato sull'elemento geometrico per la decorazione.
Molti di questi vasi furono commercializzati in tutto il Mediterraneo, diffondendo il gusto cretese della prima fase del Minoico medio. 
I vasi appartenenti a questo stile sono ottenuti da una lavorazione con il tornio girevole molto accurata e che richiedeva un alto livello tecnico da parte del vasaio che riusciva a fare vasi dello spessore di un millimetro per questo chiamati "a guscio d'uovo".
Nel Minoico tardo si affermò lo stile detto naturalistico, caratterizzato da soggetti tratti dal mondo marino, affiancati a motivi vegetali. Le rappresentazioni sui vasi raggiungono una spiccata aderenza al soggetto reale, nonostante l'evidente semplificazione del soggetto. L'esempio più celebre di questo stile è la "Brocchetta di Gurnià".

## Decorazioni pittoriche
I disegni della ceramica Kamares sono solitamente decorati in bianco, rosso e blu su sfondo nero. I più tipici sono astratti, floreali, geometrici, vegetali e animali, compresa la fauna marina (ad esempio il polpo).
Tra gli esempi sopravvissuti vi sono calici con bordo, piccoli vasi arrotondati con beccuccio e grandi vasi da conserva (pithoi), che combinano motivi astratti curvilinei e motivi marini e vegetali stilizzati, dipinti in bianco e nei toni del rosso, dell'arancio e del giallo su fondo nero. Lo stile di Kamares è spesso elaborato, con complessi motivi di ceramica spessa come un guscio d'uovo. Sono stati ritrovati set di tazze e brocche, e si è ipotizzato che potessero essere utilizzate nei rituali, anche se presumibilmente la ceramica di Kamarès adornava anche le tavole dei primi palazzi.
La prima ceramica di Kamares ad essere rinvenuta in un sito non fu però a Creta, ma in uno scavo a Lahun, in Egitto, e fu scoperta da Flinders Petrie. Oggi si trova al British Museum. Altri importanti ritrovamenti provengono dalla città di Hazor. Il nome Kamares, tuttavia, deriva dalla ceramica trovata nella grotta-santuario di Kamarès sul Monte Ida nel 1890.
Con argilla più fine, lavorata al tornio, che consente una maggiore precisione delle forme e su fondi scuri lucidi, blu o neri, è decorata con colori bianchi, rossi, arancioni, gialli o brunastri, con disegni floreali fluenti, con motivi come rosette, onde, croci, svastiche o spirali. I disegni sono spesso ripetitivi e generalmente composti in modo simmetrico. I temi naturalistici iniziano qui, con figure altamente stilizzate di polpi, crostacei, gigli, crochi o palme. L'intera superficie del vaso è densamente ricoperta e talvolta lo spazio è diviso in fasce. Una varietà è la ceramica a guscio d'uovo, per il suo corpo estremamente sottile.
Gisela Walberg nel 1976 ha identificato quattro fasi nella ceramica di Kamares, con uno "stile classico di Kamares" situato nel periodo Minoico medio II, soprattutto nel complesso del palazzo di Festo, scavato dall'archeologo Doro Levi. Vennero introdotte nuove forme, con motivi curvilinei e a raggiera, con piedi, e così via.